# 그로트 레버
그로트 레버(Grote Reber, 1911년 12월 22일 ~ 2002년 12월 20일)는 전파천문학 선구자로, 아마추어 무선과 아마추어 천문학에 대한 각각의 관심을 결합시킴으로써 선구자적 역할을 해내었다. 레버는 칼 잰스키의 작업에 영감을 받아 그 작업을 확장시키고, 최초의 전파 주파수 천문측량을 수행하였다. 그가 1937년에 개발한 전파 안테나는 천문학적 목적으로 사용된 안테나(즉 전파망원경)로는 세계에서 두 번째였으며, 최초로 포물면을 사용한 전파망원경이었다. 거의 10년 가까이 그는 세계 유일의 전파천문학자였다.